# Christian Sims
 (août 2011).
Si vous disposez d'ouvrages ou d'articles de référence ou si vous connaissez des sites web de qualité traitant du thème abordé ici, merci de compléter l'article en donnant les références utiles à sa vérifiabilité et en les liant à la section « Notes et références ».
Christian Sims est un DJ et producteur français né le 23 avril 1974 à Cannes dans les Alpes-Maritimes.

## Biographie
Dj Producteur et remixeur depuis 12 ans, le style de Christian Sims est orienté underground jusqu'en 2004 ; il a déjà été appelé pour mixer à Bruxelles et Miami. Il a partagé les platines aux côtés de grands DJ de la scène techno tel Carl Cox et fait partie du Groupe Hot Vocation, composé également de Quentin Mosimann et John Revox.
En 2007, influencé par les courants electro house venus du nord de l'Europe, Christian Sims effectue une tournée dans les clubs français grâce à deux titres Hot vocation et Holiday, des licences découlent de ses deux titres en Italie, Espagne, Portugal et en Russie. 

Il remix le projet C Project de l'animateur Sebastien Cauet - Claude Njoya et Richard Bahericz, en avril suit le remix du titre Olé de John Revox qui sera playlisté dans plusieurs capitales du monde et rencontre notamment un succès dans les clubs New-Yorkais dès sa sortie.
En septembre 2008, Christian Sims sort le titre Flash, reprenant le sample de Flash Gordon de Queen. 

Dès sa sortie, Flash entre dans le classement généraliste Top 10 Beatport et 3e du classement electro house et reste 3 semaines dans le Top 10. Ce titre révèle Christian Sims et sa touche pumping à d'autres DJs. 

Les demandes de remixes et de collaborations augmentent alors, il est appelé en Afrique du sud, au Mexique, Brésil, Italie et aux États-Unis. Il est alors playlisté par Joachim Garraud, Laidback Luke, Klaas, Nari et Milani et Christian Sims. 

Il a collaboré avec Nari et Milani, Nicolas Fasano, Dabruck and Klein, Steve Forest, Mr Groove du label Ministry of sound et Big Ali. Christian devient le remixeur de Big Ali. Des labels font appel à ses services comme Mercury pour l'Album Duel de Quentin Mosimann, Warner music dont Christian est le remixeur, et le label londonien Ministry of Sound.
Avril 2009, une double sortie dans les bacs avec d'une part son prochain titre Butterfly avec le chanteur Will Diamond qui est remixé par Nari et Milani et le remix du titre Néon Music de Big Ali déjà diffusé sur des radios françaises.
Mai 2009, son remix de Freed From Desire a été classé sur djtunes et sur la plateforme Beatport pendant un mois, le clip est playlisté sur Brazil Tv.
Juin 2009, après avoir remixé le tube des Black Eyed Peas Boom Boom Pow avec 2000 téléchargements gratuits en une semaine, son titre Game Over, sorti sous le pseudo 2Replay a connu un succès dans les clubs du Portugal et au Brésil l'été 2009, où deux tournées ont dès alors été effectuées l'hiver 2009.
En octobre 2009, le titre Flash est licencié au Japon et Butterfly signé sur le label néerlandais Armada.
Christian Sims sort par la suite d'autres titres : Big boss, Monday qui est un remix d'un titre de Dj Antoine, Make Some Noise, un remix d'un titre de Big Ali, avec ses dernières productions Make some noise et Blackout. 

Christian Sims se définit comme un Dj français electro-tribal. 

Christian Sims est également directeur du club le Njoy à Cogolin dans le Var jusqu'en 2010 où il a été le fer de lance de nombreux jeunes artistes de la Région notamment, Ludoloza, Patrick G, Kevin R ou encore Boris Way.
En 2011 il prend la direction artistique du club Le Papagayo à St Tropez et poursuit une tournée internationale de ses soirées intitulé Provok.

## Discographie
| Avant 2006 - Diplodocus Ep - Call Girl - Zebra 3 - Intime Confession Lp - Electro Clash sous le pseudo Riviera Vice 2007 - Christian Sims & John Revox feat John Louly - Hot Vocation - Tom In Da Beat - Christian Sims & John Revox feat John Louly - Holiday 2008 - Hot Vocation Feat John Louly - Such a Shame - Christian Sims Feat John Louly - Il Mio Rifugio - Flash 2009 - Christian Sims Feat John Louly - Carpe Diem - Butterfly - Game Over sous le pseudo 2Replay avec Chloé Martinez - Big Boss | 2006 - Groove Sirkus - The Sound 2007 - Ricksick - Messenger - Loic B - To You Girl - Chris Kaeser - Scream - Ludoloza & David B - Dance Electric 2008 - Mones Djs - Danger 2008 - Sébastien Cauet - Morning - John Revox - Olé 2009 - Josh The Funky - Rock To The Beat - Unconditionnal - Gladiator - Mr Groove - People Of The World - Steve Forest - Freed From Desire - Black Eyed Peas - Boom Bom Pow (Remix Promo) 2011 Na Na Na - Feat Eva Menson & Christophe Fontana |  |

### Compilations
- Papagayo St.Tropez 2011
- Absolut Dj "Hot Vocation"
- Mad Compilation " Hot Vocation"
- M6 Fun Club Vol.2 "Holiday"
- Accapulco 2008 "Holiday"
- Electro Dancefloors FG "Holiday"
- Tubes Dance Fun Radio
- 100 Tubes Dance "Holiday"
- Single Olé Christian Sims Remix
- M6 Music Club 2009
- M6 Interaction 2009
- Tecktonik Vol.4 2009 "Flash"